# Gabriola minima
Gabriola minima är en fjärilsart som beskrevs av George Duryea Hulst 1896. Gabriola minima ingår i släktet Gabriola och familjen mätare. Inga underarter finns listade i Catalogue of Life.